# I den ljusa morgonstunden
I den ljusa morgonstunden är en barnpsalm diktad av Lina Sandell-Berg år 1888. Den består av två 8-radiga verser. 

## Publicerad i
- Hemlandssånger 1891 som nr 174 under rubriken "Kyrkan".
- Svenska Missionsförbundets sångbok 1920 som nr 575 under rubriken "Ungdomsmission"
- Svensk söndagsskolsångbok 1929 som nr 106 under rubriken "Inbjudningssånger".
- Sionstoner 1935 som nr 597 under rubriken "Ungdom"
- Guds lov 1935 som nr 547 under rubriken "Barnsånger".
- Lova Herren 1988 som nr 753 under rubriken "Barn och ungdom".